# Paulus Niavis
Paulus Niavis, nom latinisé de Paul Schneevogel, né vers 1460 à Eger dans la Couronne de Bohême et mort en 1517 à Bautzen en Saxe, est un humaniste et pédagogue du Saint-Empire romain germanique, auteur d'ouvrages en latin.

## Biographie
Né à Egra (Cheb en langue tchèque) en Bohême, il a passé ses années d'école (au moins en partie) à Plauen im Vogtland. Il étudie à Ingolstadt à partir de 1475 et à Leipzig à partir de 1479, où il obtient sa maîtrise en 1481.
Il est ensuite nommé maître d'école à Halle-sur-Saale puis recteur de l'école communale de latin à Chemnitz. En 1490, il devient greffier de la ville de Zittau ; en 1497 il reprend la même fonction à Bautzen. Entre 1508 et 1514, il siège au conseil local. Une chronique de 1518 indique qu'il meurt, probablement à Bautzen, en 1517.

## Œuvres
En tant que professeur, Niavis a réformé l'enseignement du latin à l'école latine de Chemnitz. Avec son manuel Dialogus parvulis scholibus ad latinum idioma perutilissimus, publié pour la première fois vers 1489, il combat l'apprentissage par cœur obstiné des règles grammaticales et des textes irréalistes qui était courant jusque-là, en faisant des sujets de la vie quotidienne des étudiants, préparés sous forme de dialogue, la base de son enseignement.
Il publie vers 1495 à Leipzig Judicium Jovis, qui est considéré comme le premier ouvrage littéraire sur l'exploitation minière dans les monts Métallifères.
En plus de ses propres écrits, Niavis a également édité des textes de Platon, Lucien, Cicéron (édition du Pro Marcello) et d'autres classiques en latin. Il publie trois recueils de ses propres lettres, en fonction de leur longueur (Epistolae breves, Epistolae mediocres et Epistolae longiores) : plus la lettre est longue, plus les arguments y sont détaillés.
Très peu de ses œuvres éditées sont datées, mais on estime généralement qu'elles datent des années 1480-1490.

## Œuvres publiées
- Thesaurus eloquentiae, Leipzig, Conrad Kachelofen, vers 1485[3].
- Dialogus studiosi cum beano, Passau, Johann Petri, vers 1485[4].
- Elegantiae latinitatis una cum modo epistolandi, Leipzig, Conrad Kachelofen, entre 1487 et 1495[5].
- Epistolae breves, Leipzig, Conrad Kachelofen, vers 1488[6]. Lire en ligne.
- Latinum idioma pro parvulis editum, Bâle, Michael Furter ou Johann Amerbach, 18 mai 1489[7]. Lire en ligne.
- Declamatio de conceptione intemeratae virginis Mariae, Leipzig, Conrad Kachelofen, avant mars 1490[8].
- Epistolae longiores, Leipzig, Conrad Kachelofen, 1494[9]. Lire en ligne
- Epistolae mediocres, Leipzig, Conrad Kachelofen, 1494[10]. Lire en ligne
- Latina idiomata. Thesaurus eloquentiae; Dialogus litterarum, sive Latina idioma pro scolaribus adhuc particularia frequentantibus, Leipzig, Conrad Kachelofen, 1494[11]. Lire en ligne
- Judicium Jovis ad quod mortalis homo a terra tractus parricidii accusatus est, Leipzig, Martin Landsberg, vers 1495[12].
- Colores rhetoricae disciplinae, Leipzig, Martin Landsberg, vers 1495[13].
- Latinum idioma pro religiosis editum, Leipzig, Conrad Kachelofen, vers 1495[14]. Lire en ligne
- Historia occisorum en Culm, Leipzig, Martin Landsberg, vers 1495[15].

### Éditions scientifiques
- Paul Krenkel, Paulus Niavis: Judicium Jovis oder Das Gericht der Götter über den Bergbau: ein literarisches Dokument aus der Frühzeit des deutschen Bergbaus, Berlin, 1953 (collection : Freiberger Forschungshefte).

### Études
- (de) Rudolf Wolkan, Böhmens Antheil an der deutschen Litteratur des XVI. Jahrhunderts, Prague, 1894, p. 159.
- (de) A. Bömer, « Paulus Niavis. Ein Vorkämpfer des deutschen Humanismus », Neues Archiv für Sächsische Geschichte und Altertumskunde, no 19,‎ 1898, p. 51–94.
- (en) L. Bertalot, « Drei Vorlesungsankündigungen des Paulus Niavis in Leipzig 1489 », Archiv für Kulturgeschichte, vol. 20,‎ 1930 (lire en ligne).
- (de) Joachim Knape et Ursula Kocher, « Niavis, Paul », dans Neue Deutsche Biographie (NDB), Berlin, Duncker & Humblot, 1999, 195-196 p. (lire en ligne).
- (en) Rand Johnson, « A Parodistic Student Dialogue of master Paulus Niavis », Archivum Latinitatis Medii Aevi, vol. 59, no 1,‎ 2001, p. 243-259 (lire en ligne).
- (de) Ulrich Grober, « Wem gehört die Erde? », Die Zeit,‎ 4 mars 2010 (lire en ligne).
- (de) A. Kramarczyk et O. Humberg (éd.), Paulus Niavis. Spätmittelalterliche Schülerdialoge, Chemnitz, 2013.